# هلال امتیاز
هلال امتیاز (اردو: هلالِ امتیاز)، جایزه و سومین درجه عالی در سلسله مراتب هلال است که توسط دولت پاکستان به غیرنظامیان و افسران نظامی نیروهای مسلح پاکستان اعطا می‌شود. این جایزه به افرادی که کمک شایسته‌ای در امنیت یا منافع ملی پاکستان، صلح جهانی، اقدامات فرهنگی یا سایر اقدامات قابل توجه عمومی انجام داده‌اند، اهدا می‌شود. این جایزه فقط به شهروندان پاکستان محدود نمی‌شود و بین‌المللی است. نامزدان این جایزه در ۱۴ آگوست، روز آزادی پاکستان انتخاب می‌شود و در ۲۳ مارچ که روز پاکستان است، به شخص مورد نظر اهدا می‌شود.